# Barile (Pistoia)
Barile è una frazione alle porte di Pistoia in Toscana. 

## Origini del nome
Il toponimo "Barile" potrebbe derivare dal tardo latino barriclus che significa "vaso di argilla". La prima potrebbe fare riferimento ad un'usanza tipica degli antichi Romani: infatti i Latini conservavano le semente per la semina in grandi vasi di argilla. Ma potrebbe anche alludere alla produzione di mattoni tipica della zona: nel paese e anche nelle altre borgate limitrofe è stata accertata l'esistenza di ben due fornaci, una delle quali, la più antica, risalirebbe al Medioevo e l'altra più recente di fine ‘800 - inizio ‘900. La più antica delle due era posta proprio nel centro del paese dove attualmente si trova la bottega di alimentari, l'altra si trovava accanto ai locali del Circolo Ricreativo. Nel giardino antistante il Circolo, infatti, un cumulo di terra ricopre, secondo le notizie dei paesani, l'antico forno. 
Del resto anticamente la borgata era indicata dal toponimo Fornaci che si riferiva direttamente alla produzione di mattoni tipica del luogo. Il toponimo Barile compare per la prima volta in un documento catastale del XVII secolo che riguarda un lascito di appezzamenti di terreno di un certo Natalino Galligani al figlio posti in località Barile. Probabilmente prima di allora il paese veniva indicato col toponimo Fornaci. Non a caso in una guida di Pistoia del 1910, la storica Villa di Montebono viene localizzata sulla sinistra del borgo Le Fornaci: quindi Barile viene indicato col vecchio toponimo. 
L'etimologia del loco potrebbe anche riferirsi alle caratteristiche geologiche del terreno. La zona presenta toponimi che richiamano ad un territorio molto paludoso ed acquitrinoso (ad esempio Il Pantano). 
Gli stessi Lorena fra ‘700 ed ‘800 intervennero per la bonifica. In seguito anche i De' Franceschi, proprietari della Villa di Montebono, provvidero a bonificare la parte circostante la Villa. Un terreno quindi fortemente argilloso che può aver dato origine al toponimo Barile. 
Inoltre il barile era un'antica unità di misura del vino ed anche una grande cesta nella quale venivano contenuti i fiaschi rivestiti. Ci sarebbero quindi molti elementi che fanno pensare ad una probabile origine romana del luogo.
Ma c'è un'altra possibile derivazione: il toponimo potrebbe derivare da “barra”, parola mediterranea che significa “parete di fango”.

## Storia
Dalla interpretazione della fotografia aerea della zona ben visibile risulta essere la centuriazione romana. Infatti, come è ben noto, i romani organizzavano il territorio attraverso la centuriazione: un reticolo razionale di campi di forma quadrata (le cosiddette “centurie”), disposti lungo direttrici che costituivano il prolungamento dei principali assi urbani, cardo e decumano. L'altro elemento è l'antico tracciato della via Cassia romana che da Pistoia correva verso Lucca. La nota via faceva parte delle vie consolari costruite dagli antichi romani che partivano da Roma in direzione nord e sud. La Via Cassia era la strada più diretta per la Gallia cisalpina. A Firenze subiva una diramazione, congiungendosi con l'altra via consolare, l'via Aurelia. Lungo la Cassia erano poste delle mutatio, cioè delle stazioni di sosta presso le quali i viaggiatori potevano trovare riposo, cibo e cavalli freschi. Nella Tabula Peutingeriana, una rappresentazione delle vie di comunicazione d egli antichi latini risalente al IV secolo, fra Firenze e Lucca si trovavano 4 mutatio, una delle quali era Pistoia. 
Forse la borgata di Barile è nata come un antico castrum o stazione di sosta romano. Nel 1966 in via degli Orafi a Pistoia venne rinvenuto un tratto di lastricato realizzato con la tecnica della via munita romana. In seguito alcuni studiosi locali effettuarono una ricognizione sulla direttrice Porta Lucchese - Pontelungo - Barile, rinvenendo una serie di dati archeologici che permettevano di identificare con assoluta certezza la continuazione dell'andamento della strada romana. Sotto il Ponte di Pontelungo venne rinvenuta l'antica struttura del ponte romano. Inoltre fu casualmente rinvenuto un grosso frammento di anfora romana ai margini dell'attuale strada poco dopo Pontelungo, in località Solaio. Ma c'è di più: esiste una località dietro alla Villa Spiti chiamata "Il Miglio" dove è stato rinvenuto l'antico cippo miliare. Ed è proprio la presenza di questo cippo a dare il nome al luogo. La forma a prisma triangolare del cippo stesso ed il fatto che esiste un'iscrizione riportata su due facce, “M 21”, ossia miglio 21, risalente al periodo mediceo, con molta probabilità è stato posto lì in sostituzione di un altro precedente. 
Tutto questo fa supporre che in quel punto esistesse un bivio della Via Lucchese: la via Cassia e una strada che si inoltrava lungo le pendici di Giaccherino. Tant'è che in una provvisione comunale del 1284 riguardo al regolamento dei festeggiamenti per san Iacopo, il luogo dove i cavalli “muovessero” dovesse essere da una “certa colonna” posta al di là di Pontelungo. Di tale colonna non è stata trovata traccia. Potrebbe essere l'antica colonna romana, visto che i cippi romani assomigliavano proprio a colonne. 
La borgata di Barile risale sicuramente ad un impianto medievale. Innanzitutto molte vecchie abitazioni, hanno i caratteri strutturali e materiali tipici del periodo medioevale. Inoltre l'impianto del convento di Giaccherino risale ai primi anni del XIII secolo. Mentre le due storiche ville, quella di Montebuono e della famiglia Spiti, risalgono la prima al 1323 e la seconda ha un impianto del ‘400. Dalla Villa Gatteschi, oggi Spiti, partiva il Palio dei barberi, già documentato a partire dal 1284, che si svolgeva in occasione della festa di San Iacopo. Inoltre sulla facciata di una abitazione, possiamo osservare un tabernacolo contenente una statua raffigurante la Madonna con bambino. Un'analisi attenta della struttura iconografica, dei colori usati e del materiale (terracotta) della rappresentazione ha permesso di far risalire l'opera almeno al XIV-XV secolo. 
Documento comunque certo sulle origini di Barile è un lascito per morte registrato sul catasto Granducale e risalente al XVII secolo: un certo Natalino Galligani lascia in eredità al figlio degli appezzamenti di terreno proprio in località Barile. Inoltre sulla facciata della casa detta “degli Indiani” (appartenente alla famiglia Marini dal 1400 e luogo di nascita di Padre Angelico Marini) è presente uno stemma che riporta l'anno 1732, probabilmente anno di costruzione dell'abitazione stessa. A Barile, a differenza di altre comunità rurali, non c'è mai stata una cappella o una chiesetta.

## Premio nazionale
Dal 1995 a Barile è organizzato il premio Sportivo più, appannaggio di personaggi importanti dello sport, che si segnalano per le qualità morali; nell'albo d'oro figurano: Marcello Lippi, Franco Ballerini, Giovanni Trapattoni, Javier Zanetti, Luciano Spalletti, Cristiano Lucarelli, Manuela Di Centa, Annarita Sidoti, Paolo Bettini, Ivano Fanini, Fabio Galante, Fabrizio Salvatori, Fabio Liverani, Andrea Tafi, Roberto Clagluna, Luca Campedelli, Gianni Minà, Alfredo Martini, Astutillo Malgioglio, Damiano Tommasi, Damiano Cunego. Il premio è stato il primo nel suo genere, poi più volte imitato. L'onorificenza è infatti attribuita per i valori morali e umani delle persone premiate.